# 第一代伊兹利伯爵斯塔福德·诺思科特

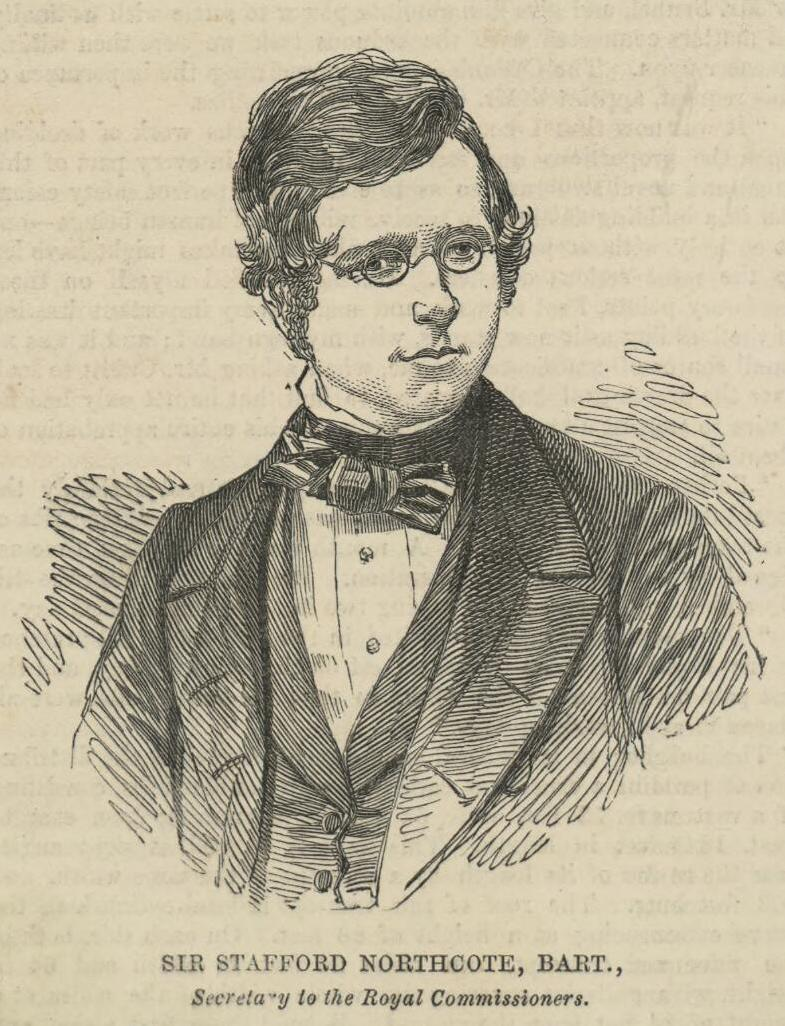
肖像，约1850年代

第一代伊兹利伯爵斯塔福德·亨利·诺思科特 GCB PC FRS （Stafford Henry Northcote, 1st Earl of Iddesleigh；1818年10月27日—1887年1月12日），1851年至1885年称为第一代从男爵斯塔福德·诺思科特爵士（Sir Stafford Northcote, 1st Baronet），英国保守党政治家，1874年至1880年间担任财政大臣，1885年至1886年间担任外交大臣。

## 生平
他于1818年10月27日出生于伦敦马里波恩的波特兰广场，是亨利·斯塔福德·诺思科特（Henry Stafford Northcote）之子，曾就读伊顿公学和牛津大学贝利奥尔学院，1847年获內殿律師學院律师资格。
1843年，诺思科特成为贸易委员会威廉·格萊斯頓的私人秘书，曾与查尔斯·特里维廉提出《诺思科特-特里维廉报告》。1851年，他继承祖父的爵位，成为第八代从男爵。1855 年，在第一代达德利伯爵威廉·沃德的支持下，他作为达德利选区的保守党议员进入议会。然而，诺思科特和沃德勋爵很快反目，在中国议题上针锋相对。1857年，他转而代表北德文郡竞选，但以失败告终，次年才重返议会，并于1858年当选为斯坦福德议员，1866年改为北德文郡。1859年1月至7月，他曾短暂担任德比伯爵时期的財政部金融事務秘書。
他于1866年担任貿易局主席、1867年担任印度事务大臣、1874年担任财政大臣。
1876年，诺思科特成为下议院保守党领袖。然而，他作为领导者的脾气太温和，1885年进入上议院，索尔兹伯里勋爵出任首相后获得了伊兹利伯爵和圣西尔斯子爵（Viscount St Cyres）头衔，并以第一財政大臣的身份进入内阁。1886年，他在索尔兹伯里勋爵的内阁中担任外交大臣，他本打算辞职，但1887年1月12日在官邸唐寧街10號突然去世。
除去政治上的职务外，诺思科特于1875年当选英国皇家学会会员、1883年当选为爱丁堡大学校长、1886年至1887年担任德文郡郡尉。他写过一些金融学著作。

## 私生活
1843年，诺思科特与第一代法雷尔男爵托马斯·法雷尔的姐妹塞西莉亚·弗朗西斯·法雷尔（Cecilia Frances Farrer，卒于1910年）结婚，他们育有七子和三女。他的次子亨利后成为澳大利亚总督。另一个儿子阿米亚斯后来成为恐怖小说家。
英国远征埃塞俄比亚后，诺思科特收藏了少量但重要的埃塞俄比亚文物，现藏于大英博物馆。